# Apamea ophiogramma
Apamea ophiogramma (tên tiếng Anh: Double Lobed) là một loài bướm đêm thuộc họ Noctuidae. Nó được tìm thấy ở châu Âu.
It is sometimes placed thuộc chi monotypic Lateroligia.
Loài này có sải cánh khoảng 32–35 mm. Chiều dài cánh trước là 13–16 mm. This moth flies at night từ tháng 6 đến tháng 8  và bị ánh sáng và đường ăn hấp dẫn.
The larva feeds và overwinter on reed canary-grass (Phalaris arundinacea) và reed sweet-grass (Glycera maxima).
1. ^  Mùa bay đề cập đến British Isles. Mùa này có thể khác ở khu vực khác.

## Hình ảnh

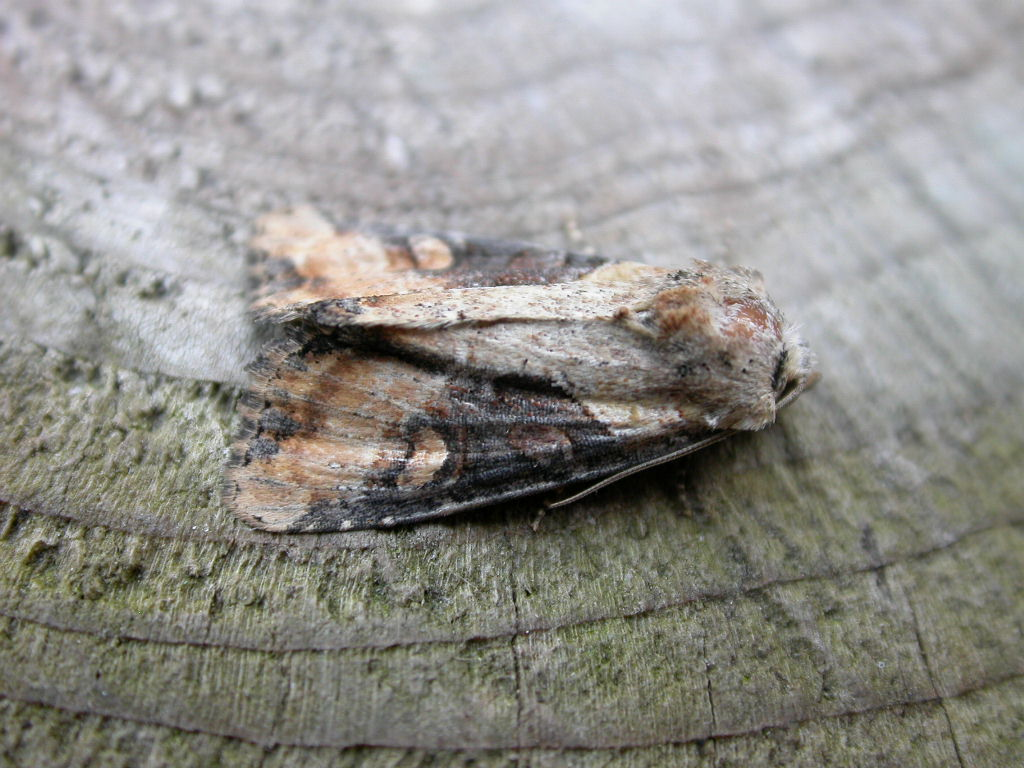
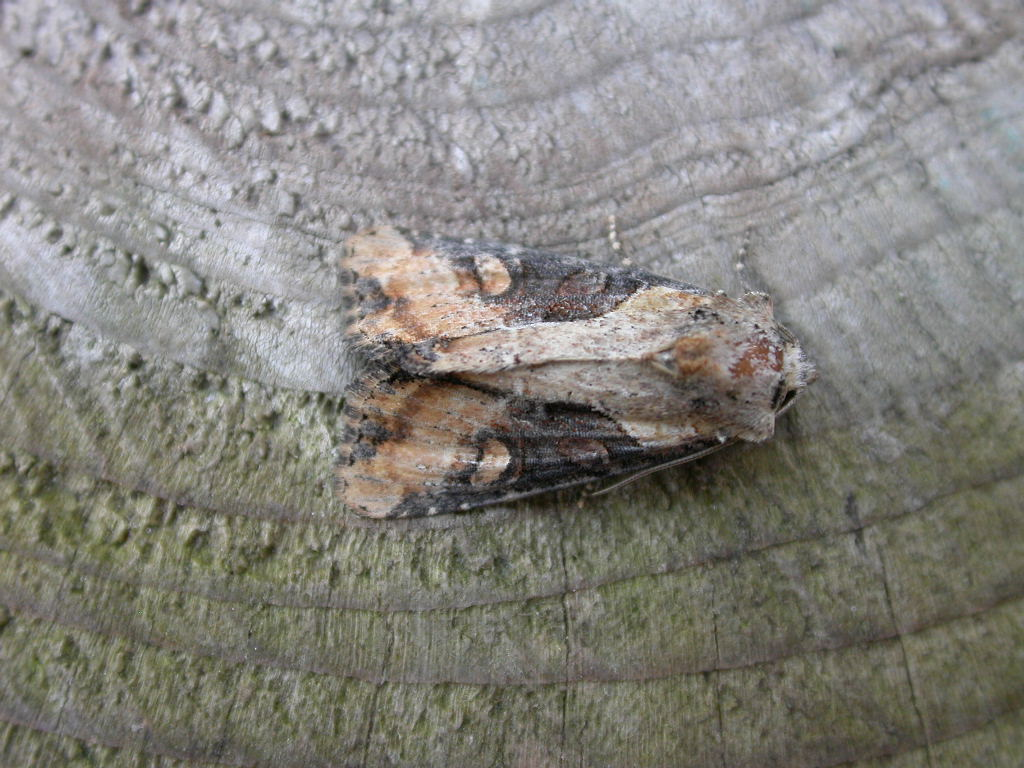